# Castillo de Akova
El castillo de Akova (en griego: Κάστρο της Άκοβας) es una fortificación medieval en Gortynía, Arcadia, Grecia. El castillo medieval, también conocido como Matagrifón, está construido sobre una colina empinada, inaccesible desde los tres lados.
El castillo fue el centro de la Baronía de Akova, uno de los señoríos más importantes del Principado franco de Acaya, establecido en Morea después de la cuarta cruzada. Debajo del castillo hay ruinas de una antigua acrópolis no identificada, posiblemente la antigua Teutis.
Durante los últimos 40 años, Akova ha sido el escenario de un festival de verano, que incluye obras de teatro y otras actividades culturales, organizado por el cercano pueblo de Vyziki.